# XVII型コラーゲン α1
XVII型コラーゲンα1（じゅうなながたコラーゲンアルファー1、英: Collagen, type XVII, alpha 1、XVII型コラーゲン、BP180、BPAG2）は、上皮組織の細胞結合の1つである半接着斑のタンパク質で、膜貫通タンパク質（transmembrane protein）の細胞接着分子である。しばしば、BP180（ビーピー ワンエイティ）とも呼ばれる。

## 用語
- 別称一覧
  - BP180; XVII型コラーゲン; type XVII collagen; 180 kDa bullous pemphigoid autoantigen; BP180 antigen; BP180 autoantigen; BP180 protein; Bpag protein; BPAG2 protein; bullous pemphigoid antigen 2; bullous pemphigoid autoantigen, BP180; COL17A1 protein; collagen alpha-1(XVII) chain; collagen XVII; collagen, type XVII, alpha 1 chain ; collagen, type XVII, alpha 1 protein; collagen, type XVII, alpha 1, human ; LAD-1 protein,; procollagen。

「XVII型コラーゲン α1」の別名であるBP180の「BP」は、皮膚病の病名である「bullous pemphigoid 」(水疱性類天疱瘡)の頭文字で、つづく「180」は、タンパク質の分子量が180 kDaという意味である。つまり、水疱性類天疱瘡の患者で発見された分子量180 kDaのタンパク質という含意である。誤解されないように書くが、患者で発見されたが、患者特有のタンパク質ではなく、健常なすべてのヒトに存在する。
BP180の別名「BPAG2」の「BP」は、上記の通り「bullous pemphigoid 」(水疱性類天疱瘡)の頭文字で、「AG2」は「抗原（antigen）の2番目｣と言う意味である。ちなみに、「BPAG1」は同時に発見・命名された「BP230」（ジストニン-e）である。

## 発見
1953年、米国・ハーバード大学のウォルター・レーバー (Walter F. Lever) が老人の表皮の水泡を水疱性類天疱瘡 (bullous pemphigoid：BP) として最初に記載した 。 
1967年、レーバーは、水疱性類天疱瘡の患者が患者自身の皮膚の基底膜に対する抗体（自己抗体）をつくっていることを、蛍光抗体法（immunofluorescence) で発見した 。病気の原因を、自己抗体が患者自身の皮膚を破壊するためだと突き止めた。
1986年、米国のジョンズ・ホプキンス大学のルイス・ディアズ (Luis A. Diaz) は、水疱性類天疱瘡の患者の自己抗体を使い、免疫ブロッティング法で、自己抗体に反応する5つのタンパク質（つまり、抗原）を同定した。内2つが主要で、分子量は240 kDaと180 kDaだった。2つとも、半接着斑に局在することも確かめられた 。240 kDaは、後に230 kDaと修正（さらに315 kDaと修正）されるが、「BP230」（ジストニン-e）である。180 kDaは、この記事で説明するタンパク質・BP180（XVII型コラーゲン α1）である。
1992年、ウィスコンシン医科大学に移籍していたディアズは、BP180のcDNAを単離し、塩基配列を解明した。意外なことに、15～242個のアミノ酸からなるコラーゲン配列が15個あった。それため、コラーゲンの新しい仲間「XVII型コラーゲン α1」に分類した。
なお、XVII型コラーゲン α1の一次構造（塩基配）が解明されると、膜貫通配列を持つという特徴もみつかった。膜貫通配列は、コラーゲンXIII型、XXIII型、XXV型にもみられるが、コラーゲンの一般的特性ではない。つまり、BP180（XVII型コラーゲン α1）は、膜貫通タンパク質（transmembrane protein）で、半接着斑の細胞接着分子の１つである。

## 結合分子
XVII型コラーゲンは以下のタンパク質と結合する。
- ケラチン 18(keratin 18)[9]
- αアクチニン1（actinin alpha 1）[10]
- αアクチニン4（actinin alpha 4）[10]
- カテニンδ1（catenin delta 1）[11]
- ジストニン（dystonin、BP230）[12][13]
- インテグリンβ4（integrin β4）[14]
- プレクチン(en:plectin)
- ラミニン-332（laminin-332）（ラミニン-5、laminin-5）

## 構造

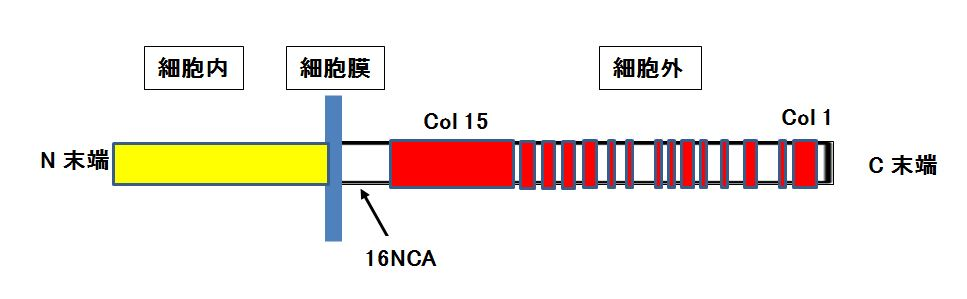
図2．BP180（Collagen typeXVII)のドメイン構造。細胞外ドメインは15個のコラーゲン配列(Col1～Col15) があり、16個の非コラーゲン配列（NC1～NC16）で分断されている

XVII型コラーゲン α1は、1,497アミノ酸残基の単量体（分子量180 kDa）のポリペプチドが3つ会合したホモ三量体のタンパク質である 。アミノ酸残基数は、細胞内ドメインが466個、膜貫通ドメインが23個、細胞外ドメイン(エクトドメイン：ectodomainとも呼ばれる)が1008個である。細胞外ドメインは15個のコラーゲン配列(COL1～COL15、collagenous sequences) があり、16個の非コラーゲン配列（NC1～NC16、non-collagenous sequences）で分断されている。アミノ酸番号567-808のコラーゲン配列・COL15は232個のアミノ酸からなり、他のコラーゲン配列に比べ極端に大きい
  。
図2のドメイン構造モデルに対応させて、単量体のN末端側からC末端側へと説明する。
1. N末端側・・・細胞内にある466アミノ酸残基の約55 kDaの球状ドメインで、インテグリンβ4、プレクチン、 ジストニン（dystonin、BP230）、カテニン[19]、αアクチニン、ケラチン中間径フィラメントに結合する。
2. 膜貫通ドメイン・・・23アミノ酸残基。NC16Bドメイン。
3. NC16Aドメイン・・・細胞膜から細胞外にでたすぐの76個のアミノ酸からなるドメインである。「NC16A」の「NC」は「non-collagenous」（非コラーゲン配列の）の頭文字、「16」は（非コラーゲン配列の）16番目の意味。「A」は、ABCのAである。つまり、「A」は、NC16ドメインの細胞外部分を「A」、膜貫通部分を「B」、細胞内部分を「C」と細分化したその「A」である。NC16Aドメインの76個のアミノ酸のうち、アミノ酸番号506-519の14個のアミノ酸にインテグリンα6が結合する。この部位が、多くの自己抗体の主要なエピトープである[20]。エピトープは生物種特異性が高く、マウスNC16Aドメインに対するウサギ抗体はヒトNC16Aドメインとは反応しない。
4. NC16Aドメインのアミノ酸番号528-547・・・タンパク質分解酵素の一種であるプロプロテイン転換酵素（proprotein convertase）のフリン転換酵素（furin convertase）で切断される「XVII型コラーゲン α1」の切断部位があり、切断されると、半接着斑の接着力は低下・崩壊する。細胞外ドメイン断片は細胞膜から離れ、可溶化する。可溶化した細胞外ドメイン断片は何らかの生理活性があるのかもしれないが、現在、その生理活性は不明である。なお、ヒトではフリン転換酵素で切断されるモチーフ（短いペプチド構造）があるので、上述のように、最初は、フリン転換酵素（furin convertase）で直接切断されると思われた。しかし、マウス、ニワトリ、イヌ、ブタの「XVII型コラーゲン α1」のNC16Aドメインのアミノ酸番号528-547には、フリン転換酵素で切断されるモチーフがないので、フリン転換酵素で直接切断されるのではない。フリン転換酵素は、タンパク質分解酵素のシェッダーゼ（sheddase）であるアダム(ADAM、a disintegrin and metalloproteinase)を活性化し、アダムによって「XVII型コラーゲン α1」が切断される。切断は脂質ラフト（lipid raft）に依存する[21]。さらに、リン酸化の影響も受ける。エクトカゼインキナーゼ2（ecto-casein kinase 2）がNC16Aをリン酸化すると、切断は阻害される[22]。
5. C末端側の120 kDa・・・細胞外にある。120 kDaの棒状ドメインで、コラーゲン配列に典型的なG-X-Y反復配列がある。コラーゲン配列をもつサブドメインが15個ある(COL1～COL15、collagenous sequences) 。コラーゲン・サブドメイン15(Col15)は232個のアミノ酸からなる最大のコラーゲン・サブドメインで、XVII型コラーゲン三量体の安定性、棒状構造の柔軟性、耐熱性に重要である[23][24]。
6. C末端ドメイン・・・ラミニン-332（ラミニン5）に結合する。ラミニン-332が細胞外マトリックスを形成するとき、XVII型コラーゲンが必要である[25]。この部位が自己抗体の2つ目のエピトープである。

## 機能

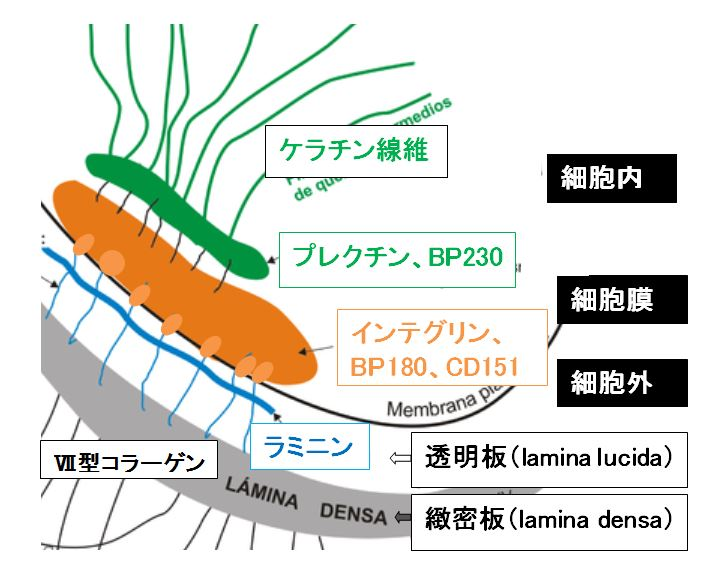
図3．半接着斑の構造模型と構成タンパク質

XVII型コラーゲン α1は、図3では「BP180」と示してあるが、半接着斑の安定した接着構造を構築し維持するのに重要である。XVII型コラーゲンは、上皮組織の半接着斑の膜貫通タンパク質（transmembrane protein）で細胞接着分子の１つで、同じ膜貫通タンパク質（transmembrane protein）であるインテグリン（integrin）α6β4やCD151と共に、角化細胞（ケラチノサイト）の半接着斑の接着構造を構築し維持する。
細胞内では、細胞膜裏打ちタンパク質のαアクチニンやジストニン（dystonin、BP230）に結合し、細胞骨格の１つ・ケラチン線維に結合する。
細胞外では、基底膜の細胞接着分子であるラミニン-332（ラミニン-5）と結合する。細胞外領域がアダム (ADAM：a disintegrin and metalloproteinase) で切断されると、接着装置である半接着斑が壊れ、角化細胞の接着が解離する。この解離・接着を繰り返せることが重要で、解離・接着を通して、角化細胞の増殖・分化、上皮組織の形態形成・修復が行なわれる。この過程はかなり複雑である。

## 病気

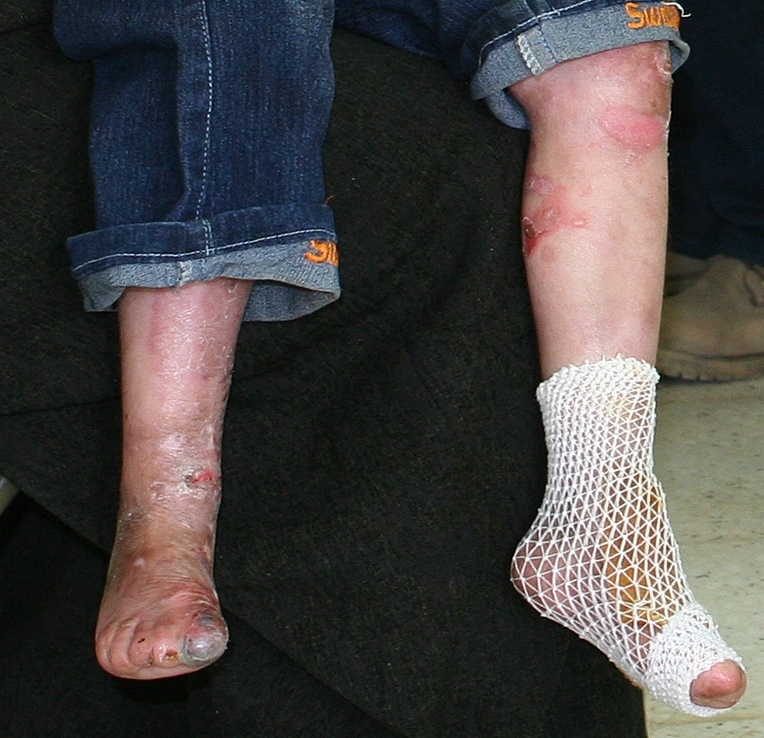
図4．イラク少年（5歳）の右足と左足に接合部型表皮水疱症

XVII型コラーゲンは上皮組織が基底膜に接着する機能を担うので、遺伝子の変異や自己抗体で異常になると、皮膚病になる。
- 接合部型表皮水疱症 (junctional epidermolysis bullosa：JEB) は、XVII型コラーゲン遺伝子の変異が原因の遺伝病で、表皮と真皮の接着力が弱く、皮膚の外表に近い部分や粘膜に水疱（水ぶくれ）や糜爛（ただれ）ができる。爪の異常。毛髪が抜ける、歯の異常など、いろいろな症状がある。
- 水疱性類天疱瘡 (bullous pemphigoid：BP) 。BP180（XVII型コラーゲン）発見の契機となったBP180自己抗体による皮膚病である。

## 応用・特許
上記の病気の予防・診断・治療に関する医薬品や研究器材への応用が大いに期待できるが、有効な医薬品はまだ登場していない。日本の特許は2013年9月20日現在、1件出願されただけである。
- 骨髄移植で治療・・・移植骨髄が正常な角化細胞とXVII型コラーゲンを供給することを利用し、2010年時点で、有効な治療法の可能性が研究されている[26]。
- NC16Aドメインを用いてヒト血液中のB180 抗体力価を測定し、水疱性類天疱瘡 (bullous pemphigoid：BP) を診断できる[27]。
- 特許 - 「ノックアウトマウス」、2005年出願：XVII型コラーゲン遺伝子を不活性化したノックアウトマウス。類天疱瘡の治療法の研究に有用だとある（出願番号:特願2005-325275 ）。

### 動画
- “Bullous Diseases Pathophysiology - YouTube”. 2013年9月16日閲覧。（英語）動画　3分03秒。解説。裸・手術・患部・血の映像なし。